# 葛原勾当
葛原 勾当（くずはら こうとう、文化9年3月15日（1812年4月26日）- 明治15年（1882年）9月8日）は、日本の地歌箏曲家、作曲家。盲人ながら江戸後期から明治期に生き、自作の木活字を用いて『葛原勾当日記』を長年つけたことで知られる。孫は童謡作家葛原しげる。

## 人物
出身は備後国安那郡八尋村（広島県深安郡神辺町、のち福山市）。庄屋矢田重知の長子として生まれた。本姓矢田、幼名柳三、諱は重美。名は琴の一、のち美濃一。雅号一泉、俳号似月。3歳で痘を病み、両眼とも失明。9歳で琴を始め、11歳で京都の松野勾当（のち検校）に師事し、生田流箏曲を修めた。14歳で座頭になり、その翌年帰郷し、備後・備中両国を中心に広く琴を教授するかたわら、たびたび上洛してはその技を磨いた。20歳になると、座頭支配久我家より美濃一の名を許され、郷里の地名をとって葛原姓を名乗るようになり、22歳で勾当の位を授かった。このころから生田流の名手として京都以西にもその名が知られるようになった。光崎検校から「秋風の曲」を直伝。二弦琴「竹琴」の創案、八重崎検校の三回忌にあたり追善曲として「花形見」、その他「狐の嫁入」「おぼろ月」などの作曲が業績である。折り紙の名人でもあり、折り雛やキジなどの作品約60点が現存し、江戸時代の技法を伝えている。田中氏あさを娶って二男一女があった。
2010年3月には地元神辺町で生誕200年祭が開かれ、現在もその功績を讃えられる。

## 葛原勾当日記
葛原勾当は、文政10年（1827年）16歳のときから明治15年（1882年）に71歳で病死するまで、56年間日記をつけていた。はじめ10年間は、稽古の日付・人名・曲名などを代筆で書き留めたにすぎないが、天保8年（1837年）26歳からは自ら考案した木製活字を用いて、盲目ながら自分の手で日記をつけ始めた。平仮名、数字、句点、日・月・正・同・申・候・御などの漢字をあわせ、計60数個の木活字を作らせ、各活字の左右側面に1本から7本まで横線を刻むことで、いろは歌の第何段・第何行のどの字であるかを触って識別できるようにしていた。活字の押捺にあたっては格子型にくりぬいた枠を用い、整然と印字されるよう工夫していた。これらの用具と日記は、琴・三味線稽古の記録10冊とともに、広島県重要文化財に指定されている。葛原が日記をつけた期間は56年に及ぶが、厳密な『葛原勾当日記』とは木活字を用いた46年分を指す。
葛原勾当日記は、方言や俗語を交えた口語体で、発音通りに記したところが多い。和歌の記載も多く、音楽史や国語史の好資料であり、盲人史上特筆に値する。また、日記にはしばしば歯痛の記述が見え、近年、19世紀における歯科資料として注目を浴びている。

### 書誌事項
- 葛原勾當日記 / 葛原しげる編、葛原重倫、1915.11 （重倫はしげるの父）
- 葛原勾当日記 / 小倉豊文校訂、緑地社、1980.8